# Kuk River

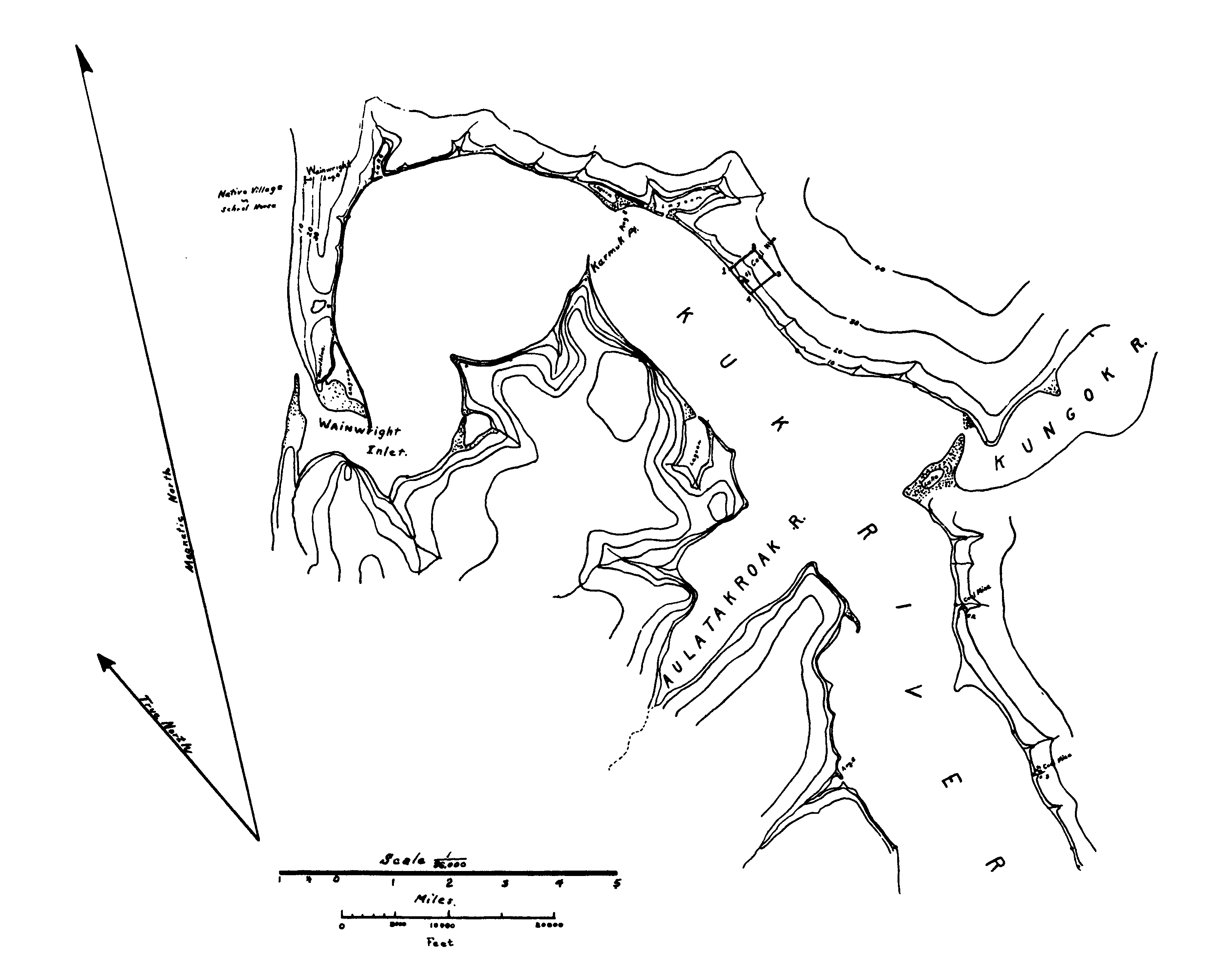
Illustration des Kuk River

Der Kuk River ist ein etwa 69 km (einschließlich Wainwright Inlet) langer Zufluss der Tschuktschensee im Bereich der North Slope im Nordwesten des US-Bundesstaats Alaska.

## Flusslauf
Der Kuk River entsteht am Zusammenfluss von Kaolak River (links) und Avalik River (rechts) knapp 60 km südsüdöstlich von Wainwright auf einer Höhe von etwa einem Meter. Er durchfließt die Tundralandschaft der Küstenebene in nördlicher Richtung. Nach 19 Kilometern erreicht der Kuk River die Flussinsel Kikikausgruak Island. Anschließend verbreitert sich der Fluss und geht in die Inlandsbucht Wainwright Inlet über, die über einen schmalen Kanal mit dem offenen Meer verbunden ist. Nördlich der Mündung an der Meeresküste gelegen befindet sich die Siedlung Wainwright. In das Wainwright Inlet münden von Westen kommend der Ivisaruk River und der Alatakrok River, von Osten kommend der Kungok River und der Omikmak Creek. Die vom Kuk River durchflossene Landschaft ist mit unzähligen Thermokarst-Seen durchsetzt.

## Einzugsgebiet
Das Flusssystem des Kuk River entwässert ein Areal von etwa 10.600 km². Das Einzugsgebiet grenzt im Osten und im Südosten an das des Meade River, im Südwesten und im Westen an das des Utukok River sowie im Nordwesten an das des Avak River. Das Einzugsgebiet des Kuk River liegt vollständig innerhalb der National Petroleum Reserve in Alaska. Es wird im Südosten von dem Höhenzug Shaningarok Ridge begrenzt.

## Namensgebung
Der aus der Eskimo-Sprache stammende Flussname bedeutet „Fluss“.

## Flussfauna
Das Flusssystem des Kuk River bildet ein Laichgebiet für Buckel- und Ketalachs.